# Ongodjou
Ongodjou este un oraș în Comore, în  insula autonomă Anjouan. În 2012 avea o populație de 12405, iar la recensământul din 1991 avea 6487 locuitori.